# Pterocerdale insolita
Pterocerdale insolita is een straalvinnige vissensoort uit de familie van de torpedogrondels (Ptereleotridae). De wetenschappelijke naam van de soort is voor het eerst geldig gepubliceerd in 2009 door Hoese & Motomura.